# Ochsenburger Mühlbach
Der Ochsenburger Mühlbach ist ein rechter Mühlkanal der Traisen bei Ochsenburg in Niederösterreich.
Der Ochsenburger Mühlbach wird nördlich von Wilhelmsburg aus der Traisen ausgeleitet und fließt parallel zur Traisen, wo er früher Mühlen und Fabriken mit Wasserkraft versorgte, erwähnt sei die heute noch existente Neumühle. Gleichzeitig nimmt er zwei rechte Zubringer zur Traisen auf, den Grabenbauerbach und den Neumühlbach. Bei Windpassing fließt er wieder in die Traisen ein. Sein Einzugsgebiet umfasst 7,9 km² in weitestgehend offener Landschaft.

## Geschichte
Der Ochsenburger Mühlbach befindet sich im historischen Bachbett der Traisen, die vom Unternehmen Harlander Coats im ausgehenden 19. Jahrhundert kanalisiert und einige hundert Meter nach Westen verlegt wurde. Harlander Coats errichtete 1892 am Mühlkanal nördlich von Reith die Georgsspinnerei als weitere Produktionsstätte.